# Келли, Шейла
Ше́йла Ке́лли (англ. Sheila Kelley; род. 9 октября 1961, Гринсберг, Пенсильвания) — американская актриса, наиболее известная по ролям в фильмах «Некоторые девчонки», «Дом там, где сердце», «Большая пена», «Одиночки», «Медвежатники», и «Великолепная афера», а также сериалах «Закон Лос-Анджелеса» (1990—1993) и «Сёстры» (1995—1996).

## Биография
Келли родилась в Гринсберге, Пенсильвания. Она дочь медсестры Кэтрин Холвей Том Келли и доктора Джея Хилари Келли, профессора факультета минеральных и энергетических ресурсов, Университета Западной Виргинии. Он также является инженером и изобретателем. Келли занималась балетом в раннем возрасте и поступила в школу Tisch Нью-Йоркского университета искусств для дальнейшего изучения. По советам врачей, которые были обеспокоены последствиями строгого обучение танцу на её бёдра, она была перенаправлена на учёбу режиссуры и мастерства актёра. Она также училась с Майклом Говардом.
Келли замужем за актёром Ричардом Шиффом. У пары двое детей.

## Фильмография
| Год       |    | Русское название           | Оригинальное название      | Роль                |
| --------- | -- | -------------------------- | -------------------------- | ------------------- |
| 1988      | ф  | Некоторые девчонки         | Some Girls                 | Иренка д'Арк        |
| 1989      | ф  | Губительные страсти        | Mortal Passions            | Адель               |
| 1989      | ф  | Все вместе                 | Staying Together           | Бет Харпер          |
| 1989      | ф  | Медвежатники               | Breaking In                | Кэрри / Фонтейн     |
| 1990      | ф  | Дом там, где сердце        | Where The Heart Is         | Шерил               |
| 1991      | ф  | Большая пена               | Soapdish                   | Фран                |
| 1991      | ф  | Дикий клинок               | Wild Blade                 | Джинджер            |
| 1991      | ф  | Чистое везение             | Pure Luck                  | Валери Хайсмит      |
| 1992      | ф  | Одиночки                   | Singles                    | Дебби Хант          |
| 1992      | ф  | Рыба страсти               | Passion Fish               | Ким                 |
| 1993      | ф  | Личные долги               | Private Debts              | Джесси Бардитт      |
| 1994      | ф  | Принцип одержимости        | A Passion to Kill          | Бет                 |
| 1994      | ф  | Мона должна умереть        | Mona Must Die              | Рэйчел МакСтернберг |
| 1996      | ф  | Один прекрасный день       | One Fine Day               | Кристен             |
| 1997      | ф  | Санта Фе                   | Santa Fe                   | Ли Томас            |
| 2000      | ф  | Сестричка Бетти            | Nurse Betty                | Джойс               |
| 2000      | ф  | Танцы в «Голубой игуане»   | Dancing at the Blue Iguana | Сторми              |
| 2001      | тф | Проект «Дженни»            | The Jennie Project         | Леа Арчибальд       |
| 2003      | ф  | Великолепная афера         | Matchstick Men             | Кэти                |
| 2010      | с  | Остаться в живых           | Lost                       | Зои                 |
| 2010      | с  | Гавайи 5.0                 | Hawaii Five-0              | Нэнси Харрис        |
| 2011—2012 | с  | Сплетница                  | Gossip Girl                | Кэрол Роудс         |
| 2012      | с  | Морская полиция: Спецотдел | NCIS                       | Виктория Диринг     |
| 2014      | ф  | Гость                      | The Guest                  | Лора Петерсон       |
| 2014      | ф  | Последний уик-энд          | Last Weekend               | Вивьен              |
| 2017—н.в  | с  | Хороший доктор             | The Good Doctor            | Дебби               |